# دوبرینووو (استان کرجالی)
دوبرینووو (به بلغاری: Dobrinovo) یک منطقهٔ مسکونی در بلغارستان است که در شهرستان کاردژالی واقع شده‌است.